# شمعي المنقار العربي
شمعي المنقار العربي (الاسم العلمي: Estrilda rufibarba) (بالإنجليزية: Arabian Waxbill)‏ هو نوع من الطيور يتبع جنس شمعي المنقار من فصيلة شمعية المنقار. وهو طائر صغير داجن ذو قناع قرمزي داكن يغطي العين. يتميز بالخطوط الصغيرة المتقطعة على الجسم، الأجزاء العلوية من الجسم ذات لون رمادي بني ويظهر لون بني مبيض في الأجزاء السفلية، ويجد خط أحمر يمر بالمنقار إلى العين. وتستوطن المملكة العربية السعودية واليمن. وتغطي منطقة تقدر ما بين 20,000 - 50,000 كم².

## الموطن
تتواجد غالبا في الأراضي الرطبة جنوب منحدرات تهامة وفي وديان الجرف الغربي لليمن. كما أنها تتواجد على طول الساحل الجنوبي لليمن شرقا إلى وادي الجحر، وفي المناطق الزراعية الكثيفة على نطاق واسع في وادي حضرموت بين شبام وتريم. وتتواجد أعشاشها بارتفاعات تقدر من 250 إلى 2,600 متر.